# Fairness Opinion
Fairness Opinions sind Stellungnahmen eines unabhängigen Gutachters zur Beurteilung eines geplanten Unternehmens(ver)kaufs (Mergers & Acquisitions) aus Sicht der Aktionäre.
Während die Fairness Opinion lediglich die Durchsicht öffentlich zugänglicher Dokumente beinhaltet, werden beim Due-Diligence-Verfahren Strategien und Bücher der betroffenen Unternehmen einer tiefgehenden Prüfung unterzogen und bewertet.

## Bestandteile
Eine Fairness Opinion besteht regelmäßig aus zwei Teilen:
- dem Valuation Memorandum (eng./ lateinisch, dt. etwa Wert-Beurteilung), in dem ausführlich die etwaige Transaktion, die verwendeten Informationsgrundlagen, Bewertungsverfahren und die Ableitung des Urteils dargestellt werden, sowie
- dem Opinion Letter (schriftlichen Gutachten), der in Kurzform die abschließende Beurteilung der Transaktion enthält.

## Anwendung und Publizität
Vorstände oder Aufsichtsräte geben Fairness Opinions bei Investmentbanken oder großen Wirtschaftsprüfungsgesellschaften in Auftrag. Diese erstellen ein Gutachten bzw. eine schriftliche Stellungnahme. Dabei wird konkret auf ein Kauf- bzw. Verkaufsangebot in Form von Geld und/oder Wertpapieren eingegangen. Adressat der Fairness Opinion ist zunächst der auftraggebende Vorstand/Aufsichtsrat. Ob eine Fairness Opinion auch den Aktionären zugänglich gemacht werden soll und falls ja, in welchem Umfang ist national unterschiedlich geregelt. In Deutschland besteht keine Verpflichtung zur Veröffentlichung; falls Unternehmen freiwillig veröffentlichen, wird lediglich der Opinion Letter zugänglich gemacht.

## Ziele und Inhalt
Mit der Beauftragung von Fairness Opinions durch Unternehmensgremien können drei Ziele verfolgt werden:
- eine rechtliche Absicherung von Vorstand und Aufsichtsrat,
- die Überzeugung skeptischer Aktionäre, die bei einer ablehnenden Haltung die Transaktion gefährden und
- der Erhalt zusätzlicher Informationen über die Transaktion.

In einer repräsentativen empirischen Befragungsstudie für Deutschland (CDAX-Unternehmen) zeigen Lobe/Essler/Röder (2007), dass besonders der erste und der dritte Punkt in der deutschen Praxis eine Rolle spielen. Von theoretischer Seite haben LaMura/Rapp/Schwetzler/Wilms (2009) gezeigt, dass Fairness Opinions im Sinne der Aktionäre auch eine Zertifizierungsfunktion übernehmen und Informationsasymmetrien im Rahmen von Unternehmenstransaktionen abbauen  können.
Der Inhalt und die Aussagekraft der publizierten Fairness Opinions sind stark unterschiedlich:  Eine Erhebung für deutsche Transaktionen des Jahres 2007 durch Aders/Schwetzler (2008) zeigt, dass neben der Einschätzung der Transaktion meist auch ein kurzer Überblick über die verwendeten Methoden zur Beurteilung und Bewertung gegeben wird. Die DVFA hat als Berufsverband der Investment Professionals in Deutschland Grundsätze für Fairness Opinions entwickelt, die Anforderungen an den Inhalt und die Publizität von Fairness Opinions formulieren. Die Fortführung der o.a. Erhebung für das Jahr 2008 durch Aders/Schwetzler (2009) zeigt, dass die entwickelten Standards in der Praxis Akzeptanz finden.

## Kritik
Umstritten ist die Unabhängigkeit der Sachverständigen (Investmentbanken etc.). Eine Fairness Opinion kann die Vorteilhaftigkeit einer Transaktion nur dann sachgerecht beurteilen, wenn Sachverständige in ihren Abwägungen unabhängig von anderen Erwägungen sind. Investmentbanken beraten immer wieder auch das kaufende oder verkaufende Unternehmen neben der Erstellung der Fairness Opinion. Dabei sind die Beratungsentgelte häufig gekoppelt an den Transaktions-Abschluss. Damit können sehr leicht Interessenkonflikte entstehen. Wenn sich solche Interessenkonflikte auch nicht immer vermeiden lassen, sollten sie im Opinion Letter zumindest offengelegt werden. Nach den o.a. DVFA Grundsätzen sollte immer eine explizite Aussage zu ggf. vorhandenen Interessenkonflikten enthalten sein. Das ist derzeit allerdings nicht immer der Fall: nach der Studie von Aders/Schwetzler (2008) enthalten 1/3 der publizierten Fairness Opinions keine Aussage darüber, ob der Verfasser auch beratend bei der Transaktion tätig ist.

## Determinanten und Kapitalmarktrelevanz
Für die Relevanz der Fairness Opinion für den Kapitalmarkt liegen für die USA einige Studien vor, die zu widersprüchlichen Ergebnissen kommen. Eine empirische Untersuchung von Lobe/Schenk (2008) arbeitet die Determinanten des Gebrauchs von Fairness Opinions in Deutschland, Schweiz und Österreich heraus. Der rechtliche Schutz des Vorstands und Aufsichtsrats von Zielunternehmen spielen in Deutschland eine wichtige Rolle, während in der Schweiz zusätzlich Interessenkonflikte in einer Fairness Opinion offengelegt werden. In allen drei Ländern zeigt sich zudem, dass Fairness Opinions von Zielunternehmen am Kapitalmarkt wahrgenommen werden, und deshalb zusätzliche Informationen bereitstellen.